# Оцего (окръг, Ню Йорк)
Окръг Оцего (на английски: Otsego County) е окръг в щата Ню Йорк, Съединени американски щати. Площта му е 2598 km², а населението - 60 094 души (2017). Административен център е град Купърстаун.